# Custom House (Dublin)
Das Custom House (irisch: Teach an Chustaim) ist ein klassizistisches Gebäude des 18. Jahrhunderts in Dublin, Irland, das ursprünglich als Zollamt genutzt wurde und heute das Umweltministerium und die Kommunalverwaltung beherbergt. Es wurde 1781–1791 erbaut und befindet sich am Custom House Quay in den Dublin Docklands. 

## Lage
Das denkmalgeschützte Gebäude (Denkmalnummer: 2096) liegt am Nordufer des Flusses Liffey, auf dem nach ihm benannten Kai (Custom House Quay) zwischen der Butt Bridge und der Talbot Memorial Bridge.

## Geschichte
Das Gebäude wurde von James Gandon entworfen, um als das neue Zollamt für den Dubliner Hafen zu fungieren. Der Bau, beauftragt von John Beresford, dem Beauftragten für Staatseinkünfte, war James Gandons erster Großauftrag. Das Gebäude sollte das alte Zollamt am Wellington Quay ersetzen. 
Das Design des Custom House wurde von dem Somerset House in London inspiriert, das von Gandons Lehrmeister William Chambers gebaut wurde. Dies war seine erste Kommission in großem Umfang. Als seine Helfer wählte Gandon irische Künstler wie den Steinschleifer Henry Darley aus Meath, den Maurer John Semple und den Zimmermann Hugh Henry. Jeder verfügbare Maurer in Dublin war bei den Arbeiten beschäftigt. Als das Gebäude nach zehnjähriger Bauzeit am 7. November 1791 eröffnet wurde, hatte es 200.000 £ gekostet – eine riesige Summe zur damaligen Zeit. 
Der freistehende zweistöckige Bau im klassizistischen Stil ist ca. 114 Meter lang und ca. 62 Meter breit. Die Südseite des Custom House ist völlig aus Portland-Stein gefertigt, und die anderen Seiten aus Berggranit. Die Außenfassade ist von Thomas Banks, Agnostino Carlini und Eddard Smith mit Skulpturen, geschnitzten Scheitelsteinen und Wappen reichlich verziert worden. Die Gestaltung der Außenfassade ist stark durch die irische Identität geprägt. Dies ist aus den damaligen politischen Verhältnissen zu begründen, zu dieser Zeit existierte ein irisches Parlament, welches das Bestreben der irischen Entscheidungsträger widerspiegeln sollte. 
Die vier Fassaden des Gebäudes wurden mit Wappen und dekorativen Skulpturen von Edward Smyth geschmückt, die Irlands Flüsse darstellen. Ein anderer Künstler, Henry Banks, war für die Bildsäule auf der Kuppel und andere Bildsäulen verantwortlich. Die kunstvollen Darstellungen der Scheitelsteine als Köpfe der irischen Wassergötter personifizieren den Atlantik und die 13 Flüsse Irlands: Bann, Barrow, Blackwater, Boyne, Erne, Foyle, Lagan, Lee, Liffey, Nore, Shannon, Slaney und Suir. An der Südfassade erstreckt sich der dorisch verzierte Säulengang mit dem in der Mitte liegenden Giebeldreieck. In dem Giebeldreieck sieht man Hibernia Britannia umarmen, während Neptun den Hunger und die Hoffnungslosigkeit vertreibt.
Der darüber hinaus erweiterte zentral liegende Dachboden wird mit den vier Statuen, welche Merkur, den Reichtum, die Industrie und Neptun widerspiegeln, gekrönt. Auf der gewölbten Kupfer-Kuppel steht die überlebensgroße Statue des Handels. Die Dachkonturwappen des Custom House repräsentieren das Königreich Irlands mit dem Löwen und dem Einhorn auf beiden Seiten der Harfe. Um die vier Statuen der Südseite widerzuspiegeln, wurden auf der Nordseite die vier Kontinente des Welthandels Afrika, Amerika, Asien und Europa als vier Statuen personifiziert.
Bei seiner Fertigstellung im Jahr 1791 diente das Custom House, wie der Name andeutet, als Zollamt und regelte zentral für ganz Irland den Zoll und die Steuern bis zur staatlichen Vereinigung der beiden Königreiche England und Irland. Danach wurden alle Angelegenheiten aus London gesteuert. Nachdem sich der Hafen Dublins weiter flussabwärts verlagert hatte, war der ursprüngliche Gebrauch des Gebäudes überholt und es wurde nun als Hauptquartier der Kommunalverwaltung in Irland verwendet.
Während des Irischen Unabhängigkeitskrieges 1921 brannte die Irisch-Republikanische Armee (IRA) das Zollamt nieder – ein Versuch, die britische Regierung zu stürzen. Das ursprüngliche Interieur von Gandon wurde im Feuer völlig zerstört und die Hauptkuppel brach zusammen. Eine große Menge von unersetzlichen historischen Aufzeichnungen wurde im Feuer zerstört, einschließlich Kirchenaufzeichnungen von irischen Geburten, Ehen und Todesfällen, die in einigen Fällen bis zum Mittelalter zurückgingen. Trotz des erreichten Zieles war der Angriff auf das Zollamt eine Katastrophe für die IRA, da eine Vielzahl der Mitglieder gefangen genommen wurde, als diese versuchten, zu fliehen.
Nach dem anglo-irischen Vertrag wurde das Gebäude von der irischen Freistaatregierung wieder hergestellt. Die Ergebnisse dieser Rekonstruktion können auf dem Äußeren des Gebäudes noch heute gesehen werden: Als die Kuppel wieder aufgebaut wurde, wurde irischer Ardbraccan-Kalkstein verwendet, der merklich dunkler ist als der im ursprünglichen Aufbau verwendete Portland-Stein. Dadurch sollte das irische Gewerbe gefördert werden.
Ursprünglich umfasste der Bau zwei Innenhöfe rechts und links neben der dem großen Saal, dieser wurde jedoch nach seiner Zerstörung durch das Feuer nicht neu aufgebaut. Die Tore und Geländer um das Gebäude herum wurden im Jahr 1948 errichtet und umzäunen den Garten. Inmitten des Gartens auf der Nordseite befindet sich eine freistehende Bronzestatue, welche die keltische Göttin Éire mit einem sterbenden Soldaten abbildet. Die Statue wurde im Jahr 1956 von Yann Renard-Goulet gestaltet und soll den Gefallenen beim Anschlag auf das Custom House im Unabhängigkeitskrieg gedenken.
In den 1980er Jahren wurde das Gebäude ein weiteres Mal vom Amt für staatliche Bauvorhaben restauriert, da befürchtet wurde, dass das große Karnies durch die Feuerschäden und das Rosten des Eisengerüsts einstürzen könnte. So wurden die Skulpturen grundlegend restauriert, und die Außenfassade bekam eine neue Mauerbrüstung aus Portlandstein.